# 罗马的建立

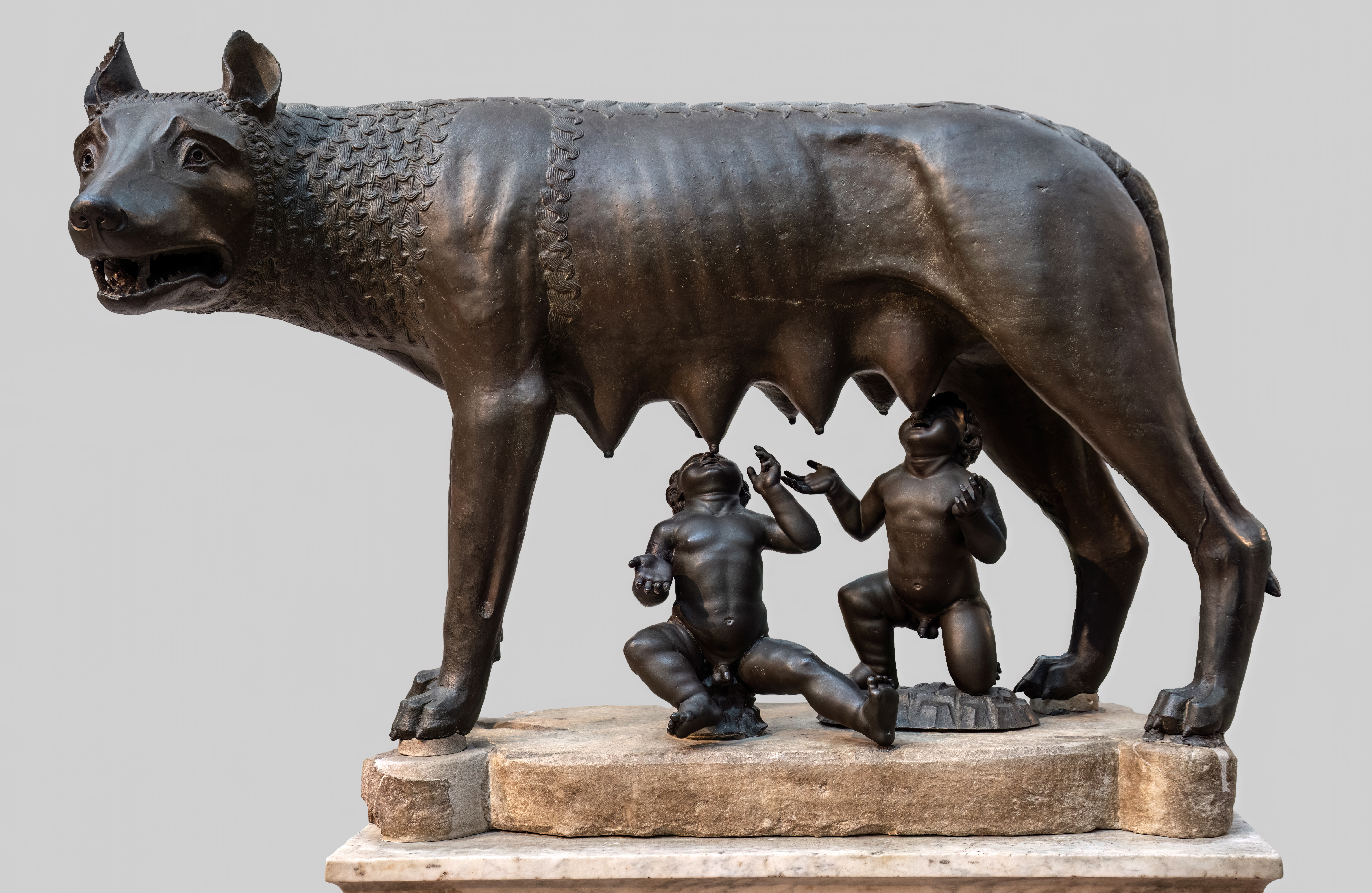
母狼喂养罗慕路斯与雷穆斯，著名的罗马建立的故事

罗马的建立曾有考古学方面的研究，但更多资料的是建立在神话传说故事。最著名的故事莫过于罗慕路斯与雷穆斯，他们由一头母狼喂大。另根据研究， 另有一种说法称，罗马是由特洛伊战争难民埃涅阿斯逃到当地后其后人建立的。
羅馬的建城日是在約公元前753年的4月21日建城，登記時間為公元前753年的6月29日建城。

## 建立之谜

### 埃涅阿斯
奥古斯都时代的古罗马诗人维吉尔，在埃涅阿斯纪中讲述特洛伊王子埃涅阿斯来到罗马的故事。埃涅阿斯纪是在奥古斯都的指示下撰写的，他宣称自己的家世来自于凯撒以及其母亲维纳斯。按埃涅阿斯纪的说法，特洛伊城的幸存者在埃涅阿斯的带领下，通过围绕地中海的一系列冒险，包括在蒂朵女王统治下的迦太基做过短暂停留，最终到达意大利的海岸。特洛伊人留下来并定居于现今安濟奧与菲乌米奇诺之间的地方，在罗马的西南方，现今洛兰图姆，亦有说法指在亚维尼，一个叫拉维尼姆的地方。这里是以拉齐奥国王拉提努斯的女儿拉维尼亚命名的地方，她后来成了埃涅阿斯的妻子。特洛伊人经过多次冲突，获得了居住权并与当地人一起生活。埃涅阿斯的儿子，阿斯卡尼俄斯，又名Iulus，继续建立阿尔巴朗格以及阿尔巴朗格拉丁王系，这样就填充了自特洛伊战争至公元前八世纪罗慕路斯与雷穆斯建立罗马之间的历史。
阿尔巴朗格拉丁王系的后期，普罗卡斯王有两个儿子名为努米托和阿穆利乌斯。普罗卡斯死后，努米托成为阿尔巴朗格的王，但阿穆利乌斯将他关进大牢，他又强迫努米托的女儿，雷亚·西尔维亚去当維斯塔貞女以防她生下后代继承王位。阿穆利乌斯其后统治多年。雷亚·西尔维亚作为維斯塔貞女的历史记录，后来据说被罗慕路斯的继承者努马·庞皮留斯找到。

### 罗慕路斯与雷穆斯
来自希腊的埃涅阿斯神话，与意大利的罗慕路斯与雷穆斯传说并不衔接，约产生在公元前771年的罗慕路斯与雷穆斯传说已被确认其历史地位。这个故事称雷亚·西尔维亚和战神玛尔斯生下了罗慕路斯与雷穆斯。因有预言指他们将会推翻他们残暴的叔叔，所以他们像很多神话里的英雄那样，一出生就被下令遗弃；但在台伯河边执行命令的仆人由于同情婴儿没有执行命令。两名婴儿被一头母狼抚养长大，直到一名名为浮士德勒的牧羊人发现他们并收养他们为养子。他和他的妻子阿卡·劳伦缇雅抚养二人。罗慕路斯与雷穆斯成年后，决心建立一座城市，但二人的争吵导致罗慕路斯杀死了他的兄弟。因此罗马诞生于一场兄弟谋杀，这个故事从侧面印证着罗马日后自伤残杀的政治斗争和流血冲突。

## 建立时间
羅馬城建城的切確時間一直眾說紛紜，在羅馬共和國時期的人們認為羅馬城大約是在西元前753年到前728年這段時間建城的，但是在羅馬帝國時期有一個學者馬庫斯·特倫提烏斯·瓦羅卻認為羅馬建城時間應該是在西元前753年，這個說法獲得了當時羅馬帝國人們的認同，但是在Fasti Capitolini這本羅馬曆法古書卻認為羅馬城確切建城的年份應該是在西元前752年才對。羅馬城建城的確切年份雖然在各個版本的說法都不盡相同，但是羅馬城建城的確切月日，無論在哪個版本都是認為應該是在4月21日。這天就被當時的羅馬人當作是尊崇女神牧人這位神祇的神聖節目。（雖然羅馬城的建城曆法計算年份是從學者馬庫斯認定的西元前753年開始起算）